# Предраг Азап
Предраг Азап свештеник је Српске православне цркве, писац, издавач и активиста за права националних мањина у Хрватској. У јавности је познат по честим медијским иступима у којима упозорава на положај српске заједнице у Хрватској те као заговорник међурелигијског дијалога и суживота. Од 15. октобра 2019. године свештеник је у парохији у Илоку која је јенда од најзападнијих парохија Епархије Сремске на крајњем истоку Хрватске. Пре доласка у Илок 15 је година служио у парохији у Винковцима.
За време боравка у Винковцима уређивао је Глас православља, први часопис Епархије осјечкопољске и барањске и служио као свештеник у Храму Силаска Светог духа. 2004. додјељена му је награда Вуковарско-сријемске жупаније за допринос развоју међуљудских односа и несебично залагање за обнову у рату порушених објеката Српске православне цркве.

## Дјетињство и младост
Предраг Азап је основну школу завршио у Тењи, а средњу на смеру трговца-комерцијалисте у Осијеку. Богословско школовање завршио је на Богословији светог Арсенија у Сремским Карловцима. Студије теологије завршио је на Протестантском теолошком училишту „Михаел Старин” у Осијеку 2024. године.

## Свештеничка служба
Године 1991. епископ осјечкопољски и барањски Лукијан позива га да се врати у Тење где добија свештенички чин. Прво је 27. септембра 1991. рукоположен у чин ђакона, а већ 30. септембра исте године у чин презвитера. На парохији у Пачетин и Маринци налази се од 30. маја 1992. године дошавши из Тења, где је као администратор парохије провео 7 месеци. Поред те парохије, 2000. године добија у надлежност и парохије у Винковцима и Рајевом Селу. Епископ Лукијан одликовао га је за ревност у свештеничкој служби, обнављање порушених светиња и црквеног живота у надлежним парохијама достојанством протонамесника 30. септембра 2001. године. Званичним актом епископа Лукијана од 14. јуна 2004. године постаје парох винковачки и администратор парохије у Рајеву Селу. На свечаној архијерејској литургији 29. аугуста 2004. године епископ Лукијан га, за многобројне свештеничке и вјероучитељске заслуге, унапређује у чин протојереја.
Поводом освећења поново изграђеног Храма Силаска Светог духа у Винковцима 28. октобра 2012, протојереј Предраг Азап одликован је највишим одликовањем СПЦ-а - правом ношења напрсног крста и тиме је добио звање протојереја-ставрофора. 2019. године Предраг Азап именован је свештеником српске православне парохије у Илоку.